# Ammotrechella apejii
Ammotrechella apejii es una especie de arácnido  del orden Solifugae de la familia Ammotrechidae.

## Distribución geográfica
Se encuentra en Jamaica.